# Canvey Island
Canvey Island is een eiland en civil parish in het bestuurlijke gebied Castle Point, in het Engelse graafschap Essex. Het eiland telt 38.170 inwoners.